# Nicolas Fleury (cyclisme)
 (avril 2025).
Pour les articles homonymes, voir Nicolas Fleury et Fleury.
Nicolas Fleury, né le 10 avril 1997 à Saint-Vit (Doubs), est un sportif français spécialiste du vélo trial. Champion du monde junior en 2015, il met fin à sa carrière de haut niveau en 2020.

## Biographie

### Enfance et formation
Originaire de la région Bourgogne-Franche-Comté, Nicolas Fleury découvre le trial à 8 ans, lors d’une démonstration à la foire comtoise de Besançon,. Il intègre ensuite un club local et commence la compétition.
Il est diplômé en 2021 de l’ENSAM.

### Vie personnelle
Nicolas a partagé sa vie avec Vaimalama Chaves de 2020 à 2024,.

## Carrière

### Carrière sportive
Entre 2010 et 2020, Nicolas Fleury évolue au sein du Vélo Club Ornans et représente l’équipe de France de VTT trial. Il remporte le titre de champion du monde junior en 2015, à Vallnord (Andorre).
À 13 ans, il quitte le circuit régional pour affronter le niveau national et, l’année suivante, il remporte son premier titre de Champion de France chez les jeunes. Parallèlement aux compétitions, Nicolas Fleury commence à réaliser ses premiers shows, débutant par une expérience marquante sur le Tour de France.[réf. nécessaire]
Il participe également à plusieurs éditions des championnats du monde élite, se classant notamment 14e en 2017 et 13e en 2019. Il monte à deux reprises sur le podium de la Coupe de France élite.[réf. nécessaire]

#### Palmarès
- Champion du monde junior de VTT trial[12],[13]: 2015
- Champion de France jeunes (x2)[14]
- 3e de la Coupe de France élite : 2017, 2019[14]
- 13e au Championnat du monde élite : 2019

## Médiatisation
Nicolas Fleury est invité à Ninja Warrior : Le Parcours des héros (TF1) et Fort Boyard (France 2).

## Distinctions
- Trophée des sports de Besançon – Catégorie Espoir (2015)
- Ambassadeur du vélo pour la région Bourgogne-Franche-Comté (depuis 2022)